# Kentucky Derby 1890
Kentucky Derby 1890 var den sextonde upplagan av Kentucky Derby. Löpet reds den 14 maj 1890 över 1,5 miles. Löpet vanns av Riley som reds av Isaac Burns Murphy och tränades av Edward C. Corrigan.
Förstapriset i löpet var 5 460 dollar. Sex hästar deltog i löpet.

## Resultat
| P | Häst         | Jockey             | Tränare            | Land | Tid     |
| - | ------------ | ------------------ | ------------------ | ---- | ------- |
| 1 | Riley        | Isaac Burns Murphy | Edward C. Corrigan | USA  | 2:45.00 |
| 2 | Bill Letcher | Alonzo Allen       |                    | USA  |         |
| 3 | Robespierre  | S. Francis         |                    | USA  |         |
| 4 | Palisade     | Tommy Britton      |                    | USA  |         |
| 5 | Outlook      | Breckinridge       |                    | USA  |         |
| 6 | Prince Fonso | Monk Overton       |                    | USA  |         |